# Xirivella
Xirivella község Spanyolországban, Valencia tartományban. Xirivella Valencia, Alaquàs, Aldaia, Quart de Poblet, Mislata és Picanya községekkel határos. Lakosainak száma 31 745 fő (2024).

## Népesség
A település népessége az utóbbi években az alábbiak szerint változott:
| Lakosok száma | 26 092 | 28 515 | 30 212 | 30 691 | 30 213 | 29 309 | 28 950 | 29 623 | 30 326 | 31 745 |
|               | 2001   | 2004   | 2007   | 2009   | 2012   | 2014   | 2017   | 2019   | 2022   | 2024   |